# Comisión Nacional de Valores de Panamá
La Superintendencia del Mercado de Valores de la República de Panamá regula el mercado de valores en la República de Panamá. Su objetivo principal es el de fomentar, establecer y regular las condiciones propicias para el desarrollo del mercado de valores.

## Funciones y Atribuciones
Entre las funciones y atribuciones de la Superintendencia están las siguientes:
- Fomentar y fortalecer el desarrollo del mercado de valores en Panamá.
- Registrar valores para ofertas públicas y otros registros obligatorios.
- Tramitar las licencias de los sujetos regulados y registrados.
- Ordenar la suspensión de cualquier actividad violatoria a la Legislación y Normativa del mercado de valores en la República de Panamá.
- Establecer reglas de buena conducta comercial y normas éticas que deben seguir los intermediarios.
- Prescribir la forma y el contenido de los estados financieros y demás información financiera de personas registradas en la Comisión.
- Examinar, supervisar, y fiscalizar a los intermediarios.
- Iniciar procesos colectivos de clase o "class actions"
- Emitir, adoptar, reformar y revocar opiniones y acuerdos que expresen la posición administrativa de la Comisión.
- Regular, supervisar y fiscalizar los planes privados de pensiones, jubilaciones y cesantías.
- Expedir, suspender y revocar la Licencia de Administradoras de Inversiones de Fondos de Jubilación y Pensiones.
- Registrar a las personas jurídicas que quieran administrar fondos de cesantía como Administradora de Fondo de Cesantía.[5]

## Sujetos regulados y registrados
Al mes de octubre de 2011, la comisión mantiene 122 emisores con valores registrados.  Un 47% de estos valores corresponde a instrumentos de patrimonio (acciones) y un 53% corresponden a instrumentos de deuda (bonos y valores comerciales negociables).

## Organigrama General
La Superintendencia del Mercado de Valores, según se ha establecido en la Ley 67 de 2011, está conformada por las siguientes autoridades:
Junta Directiva
Superintendente
Su organigrama se complementa con las siguientes Direcciones y Unidades:
Dirección Jurídica
Dirección de Administración y Finanzas
```
   Sub-Dirección de Administración
```

Dirección de Investigaciones Administrativas y Régimen Sancionador
Dirección de Supervisión
```
   Sub-Dirección de Supervisión In Situ
   Sub-Dirección de Supervisión Extra Situ
   Sub-Dirección de Análisis
```

Unidad de Normativa y Asuntos Internacionales
Unidad de Educación al Inversionista
Unidad de Relaciones Públicas
Unidad de Estudios Económicos 
Unidad de Seguridad Informática 
Unidad de Auditoría Interna
Oficina de Fiscalización de la Contraloría General de la República

## Normas de contabilidad
En el 2009, el 95% de los emisores con valores registrados utilizan normas internacionales de información financiera para preparar y reportar sus estados financieros, mientras que un 5% utiliza principios de contabilidad aceptados en los Estados Unidos.